# Almache (localité)
Pour les articles homonymes, voir Almache (homonymie).
Almache est un hameau de la commune belge de Paliseul situé en Région wallonne dans la province de Luxembourg.
Avant la fusion de communes de 1977, il faisait partie de l’ancienne commune de Nollevaux.

## Situation et description
Almache est un petit hameau ardennais d'une douzaine d'habitations arrosé par le Pichou appelé aussi ruisseau de Plainevaux qui prend, en aval, le nom de ruisseau de Pont-le-Prêtre.
Le hameau est traversé du nord au sud par la route nationale 899 qui relie Paliseul distant de 5 km au carrefour de Menuchenet qui se situe à 1 500 m au sud. Il avoisine les petits villages de Plainevaux et de Nollevaux.
Un grand étang alimenté par le Pichou se trouve à l'ouest du hameau.
Il est à noter que le ruisseau l'Almache n'arrose pas le hameau.